# Danh sách tòa nhà cao nhất Khánh Hòa

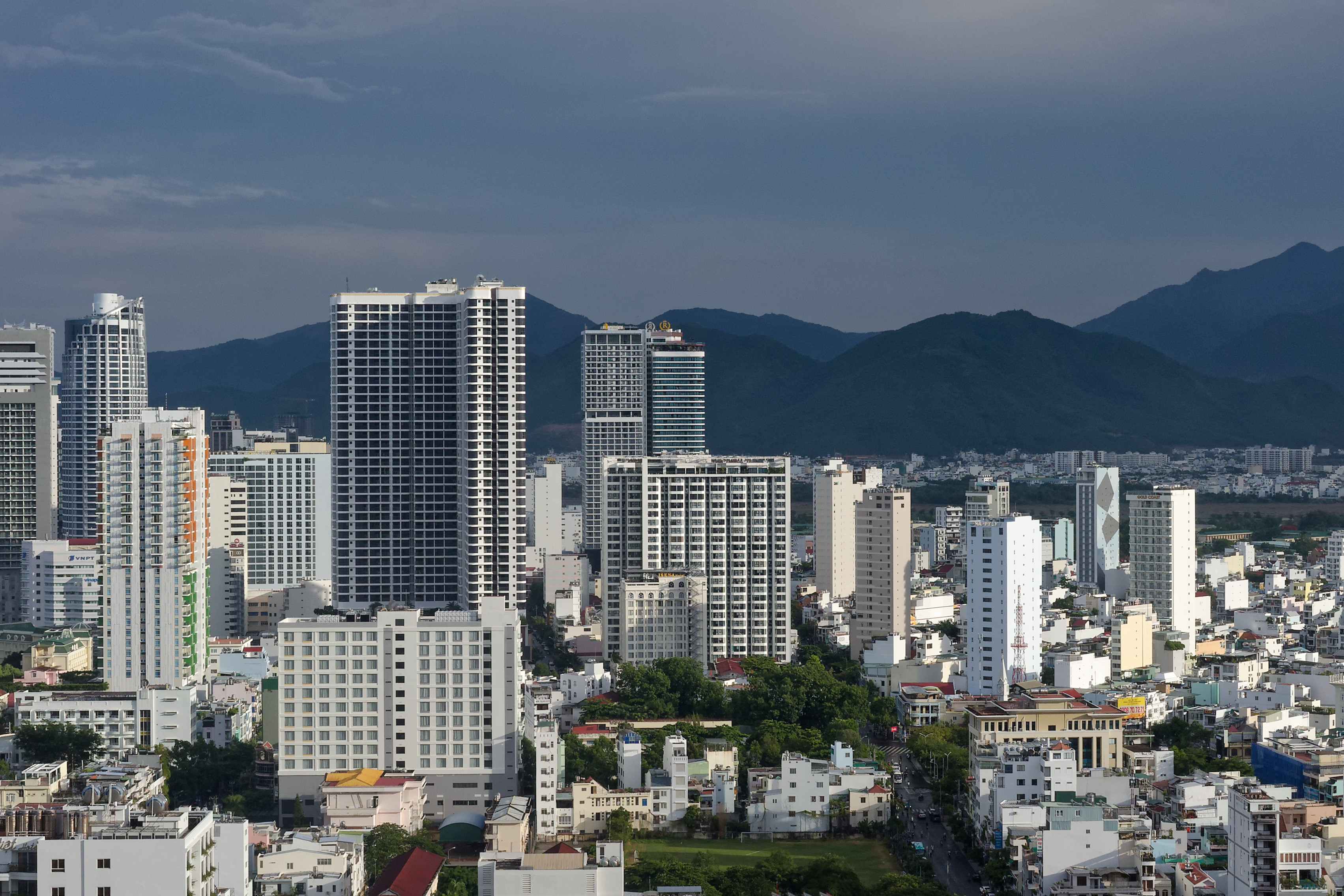
Quang cảnh khu trung tâm thành phố Nha Trang vào tháng 6 năm 2023.

Khánh Hòa là tỉnh thành có số tòa nhà cao tầng nhiều thứ 3 cả nước Việt Nam chỉ sau Hà Nội (1400+) và Thành Phố Hồ Chí Minh (1200+). Tính đến năm 2024, Khánh Hòa có 195 tòa nhà cao tầng trong đó có 36 tòa cao trên 100m.
Tòa nhà cao nhất Khánh Hòa hiện nay là Khách sạn Mường Thanh Luxury Nha Trang, tọa lạc tại phường Lộc Thọ, thành phố Nha Trang với chiều cao 166,1m và 47 tầng, đây là tòa nhà cao thứ 8 tại miền Trung Việt Nam và cao thứ 49 Việt Nam. Nha Trang là thành phố có nhiều tòa nhà cao tầng nhất tỉnh này khi đang sở hữu 187/195 tòa nhà.
Mặc dù các giới hạn về chiều cao xây dựng tại thành phố này đã được đặt ra từ năm 2012 theo phê duyệt Điều chỉnh Quy hoạch chung thành phố Nha Trang đến năm 2025, các tòa nhà - công trình tại thành phố này không được xây cao hơn 40 tầng. Tuy nhiên hầu hết các tòa nhà cao tầng của tỉnh Khánh Hòa tập trung dày đặc tại ven biển và khu vực trung tâm thành phố Nha Trang, thậm chí là xây vượt tầng dẫn đến tình trạng khu vực trung tâm thành phố trở nên quá tải khi lượng người tập trung đông đúc, gây ùn tắc giao thông cũng như thiếu không gian cộng đồng.

Thành phố Nha Trang nhìn từ trên cao vào tháng 10 năm 2020 với toàn bộ các cao ốc thuộc thành phố trải dọc bờ biển.

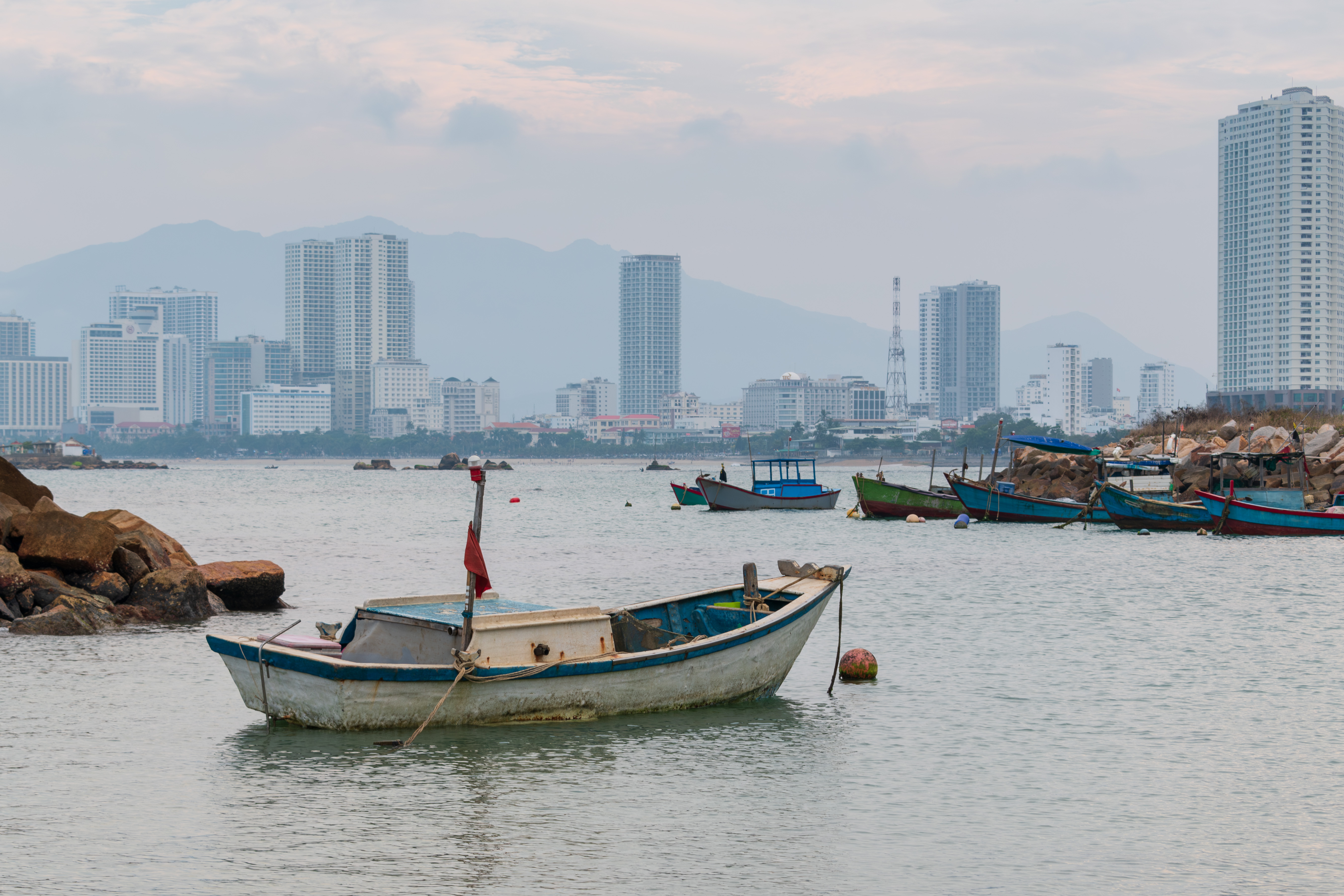
Đường chân trời khu trung tâm thành phố Nha Trang nhìn từ vịnh Nha Trang năm 2024.

| Khu vực   | ≥50m | ≥100m | ≥150m |
| --------- | ---- | ----- | ----- |
| Nha Trang | 187  | 36    | 8     |
| Cam Lâm   | 6    | 0     | 0     |
| Cam Ranh  | 2    | 0     | 0     |

## Tòa nhà đã hoàn thành
Dưới đây là danh sách tất cả các tòa nhà tại tỉnh Khánh Hòa đã hoàn thành có chiều cao trên 70 m.
Lưu ý: các mục được in nghiên biểu thị số liệu chiều cao ước tính của tòa nhà đó được tính dựa theo số tầng hoặc theo các tòa nhà trong cùng một tổ hợp
|  | Tòa nhà cao nhất Khánh Hòa         |
|  | Tòa nhà đã từng cao nhất Khánh Hòa |
|  | Tòa nhà đã hoàn thành phần thô     |
|  | Tòa nhà đã cất nóc                 |

| Hạng | Tòa nhà                                 | Hình ảnh                                                        | Thành phố, huyện | Phường, xã   | Chiều cao | Tầng | Hoàn thành | Ghi chú |
| ---- | --------------------------------------- | --------------------------------------------------------------- | ---------------- | ------------ | --------- | ---- | ---------- | --- |
| 1    | Mường Thanh Luxury Nha Trang            | Nha Trang, Vietnam - 53119836077.jpg                            | Nha Trang        | Lộc Thọ      | 166,1     | 47   | 2014       | Tòa nhà cao nhất thành phố Nha Trang và cả tỉnh Khánh Hòa. Đồng thời là tòa nhà cao thứ 9 khu vực miền Trung. |
| 2    | Gold Coast Tháp Bắc                     |                                                                 | Nha Trang        | Lộc Thọ      | 157,3     | 40   | 2019       | Tháp đôi cao nhất tỉnh Khánh Hòa và cao thứ 10 Việt Nam.                                                      |
| 3    | Gold Coast Tháp Nam                     | Nha Trang                                                       | Lộc Thọ          | 157,3        | 40        | 2019 |            | Tháp đôi cao nhất tỉnh Khánh Hòa và cao thứ 10 Việt Nam.                                                      |
| 4    | Panorama Nha Trang                      |                                                                 | Nha Trang        | Lộc Thọ      | 156,6     | 39   | 2019       | Bể bơi vô cực đáy kính cao nhất Việt Nam tại độ cao 152,05m.                                                  |
| 5    | Vinpearl Beachfront Nha Trang           |                                                                 | Nha Trang        | Lộc Thọ      | 156,2     | 41   | 2018       | |
| 6    | Regalia Gold Hotel                      |                                                                 | Nha Trang        | Tân Lập      | 152       | 40   | 2019       | |
| 7    | Virgo Hotel                             | Nha Trang                                                       | Tân Lập          | 152          | 40        | 2019 |            | |
| 8    | Havana Nha Trang                        |                                                                 | Nha Trang        | Lộc Thọ      | 150       | 41   | 2013       | Tòa nhà cao nhất Khánh Hòa từ năm 2013 đến năm 2014                                                           |
| 9    | Scenia Bay                              | Nha Trang look from Nha Trang sea.jpeg                          | Nha Trang        | Vĩnh Hải     | 149       | 40   | 2020       | |
| 10   | Ocean Gate Nha Trang                    |                                                                 | Nha Trang        | Vạn Thạnh    | 148       | 40   | 2019       | |
| 11   | Annova Nha Trang                        | Nha Trang, Vietnam - 53119836767.jpg                            | Nha Trang        | Lộc Thọ      | 146       | 39   | 2022       | |
| 12   | Mường Thanh Luxury Viễn Triều           |                                                                 | Nha Trang        | Vĩnh Phước   | 145       | 40   | 2019       | Thuộc tổ hợp Mường Thanh Viễn Triều                                                                           |
| 13   | La Luna Nha Trang - Diamond             | Nha Trang look from Nha Trang sea.jpeg                          | Nha Trang        | Vĩnh Hòa     | 144,5     | 36   | 2020       | Thuộc tổ hợp La Luna Nha Trang                                                                                |
| 14   | La Luna Nha Trang - Luxury Tower        | Nha Trang look from Nha Trang sea.jpeg                          | Nha Trang        | Vĩnh Hòa     | 144,5     | 36   | 2020       | Thuộc tổ hợp La Luna Nha Trang                                                                                |
| 15   | La Luna Nha Trang - Platium Tower       | Nha Trang look from Nha Trang sea.jpeg                          | Nha Trang        | Vĩnh Hòa     | 144,5     | 36   | 2020       | Thuộc tổ hợp La Luna Nha Trang                                                                                |
| 16   | Napoleon Castle Nha Trang               |                                                                 | Nha Trang        | Vĩnh Phước   | 142,1     | 40   | 2019       | |
| 17   | Oceanus Nha Trang OC1A                  |                                                                 | Nha Trang        | Vĩnh Phước   | 141       | 42   | 2017       | Thuộc tổ hợp Mường Thanh Viễn Triều                                                                           |
| 18   | Oceanus Nha Trang OC1B                  | Nha Trang                                                       | Vĩnh Phước       | 141          | 42        | 2017 |            | Thuộc tổ hợp Mường Thanh Viễn Triều                                                                           |
| 19   | Meliá Vinpearl Nha Trang Empire         | Nha Trang, Vietnam - 53120927293.jpg                            | Nha Trang        | Lộc Thọ      | 140       | 41   | 2018       | |
| 20   | Hyatt Regency Nha Trang                 |                                                                 | Nha Trang        | Lộc Thọ      | 140       | 36   | 2019       | |
| 21   | Meliá Hotel & Resort                    |                                                                 | Nha Trang        | Vĩnh Hòa     | 135       | 30   | 2023       | |
| 22   | New World Nha Trang                     |                                                                 | Nha Trang        | Vĩnh Hòa     | 135       | 30   | 2023       | |
| 23   | Oceanus Nha Trang OC2A                  | Nha Trang look from Nha Trang sea.jpeg                          | Nha Trang        | Vĩnh Phước   | 134       | 40   | 2018       | Thuộc tổ hợp Mường Thanh Viễn Triều                                                                           |
| 24   | Oceanus Nha Trang OC2B                  | Nha Trang look from Nha Trang sea.jpeg                          | Nha Trang        | Vĩnh Phước   | 134       | 40   | 2018       | Thuộc tổ hợp Mường Thanh Viễn Triều                                                                           |
| 25   | Oceanus Nha Trang OC3                   | Nha Trang look from Nha Trang sea.jpeg                          | Nha Trang        | Vĩnh Phước   | 134       | 40   | 2018       | Thuộc tổ hợp Mường Thanh Viễn Triều                                                                           |
| 26   | Horizon Hotel                           | Nha Trang (43635463040).jpg                                     | Nha Trang        | Vĩnh Hòa     | 131,9     | 36   | 2019       | |
| 27   | Mường Thanh Luxury Khánh Hòa            |                                                                 | Nha Trang        | Xương Huân   | 123       | 40   | 2018       | |
| 28   | The Costa Nha Trang                     |                                                                 | Nha Trang        | Lộc Thọ      | 122,6     | 29   | 2013       | |
| 29   | Sheraton Nha Trang Hotel & Spa          |                                                                 | Nha Trang        | Lộc Thọ      | 115,1     | 33   | 2010       | Tòa nhà cao nhất Khánh Hòa từ năm 2010 đến năm 2013                                                           |
| 30   | Best Western Premier Marvella Nha Trang | Nha Trang Khánh Hoà.jpg                                         | Nha Trang        | Lộc Thọ      | 114       | 30   | 2022       | |
| 31   | Emerald Bay Hotel Nha Trang             | Nha Trang Beach 2.jpg                                           | Nha Trang        | Lộc Thọ      | 106       | 31   | 2018       | |
| 32   | Marina Suites                           |                                                                 | Nha Trang        | Vạn Thạnh    | 105       | 31   | 2019       | |
| 33   | The Art Nest Hotel                      | 20180409 143358Nha Trang.jpg                                    | Nha Trang        | Lộc Thọ      | 103       | 27   | 2019       | |
| 34   | Ariyana SmartCondotel Nha Trang         |                                                                 | Nha Trang        | Lộc Thọ      | 102       | 28   | 2017       | |
| 35   | D'Qua Hotel                             | Ocean Gate Nha Trang 2019.jpg                                   | Nha Trang        | Vạn Thạnh    | 102       | 30   | 2019       | |
| 36   | Napoleon Hotel                          |                                                                 | Nha Trang        | Vạn Thắng    | 102       | 30   | 2020       | |
| 37   | The Light Holiday                       | Nha Trang.png                                                   | Nha Trang        | Lộc Thọ      | 99,7      | 27   | 2022       | |
| 38   | Citadines Bayfront Nha Trang            | Nha Trang, Khánh Hòa.png                                        | Nha Trang        | Lộc Thọ      | 99,5      | 26   | 2017       | |
| 39   | Mường Thanh Grand Nha Trang             |                                                                 | Nha Trang        | Vĩnh Hòa     | 99,3      | 28   | 2013       | |
| 40   | Maple Hotel & Apartment                 | 20180409 143358Nha Trang.jpg                                    | Nha Trang        | Lộc Thọ      | 97,7      | 26   | 2017       | |
| 41   | Boton Blue Hotel                        |                                                                 | Nha Trang        | Vĩnh Hòa     | 95,9      | 28   | 2014       | |
| 42   | Vesna Hotel                             |                                                                 | Nha Trang        | Lộc Thọ      | 95        | 25   | 2019       | |
| 43   | Queen Ann Nha Trang Hotel               | Nha Trang Beach 2.jpg                                           | Nha Trang        | Lộc Thọ      | 93        | 28   | 2017       | |
| 44   | Majestic Premium Hotel                  | Nha Trang Beach 2.jpg                                           | Nha Trang        | Lộc Thọ      | 92        | 27   | 2017       | |
| 45   | Erica Nha Trang Hotel                   | Nha Trang.png                                                   | Nha Trang        | Lộc Thọ      | 92        | 27   | 2018       | |
| 46   | Libra Nha Trang                         |                                                                 | Nha Trang        | Lộc Thọ      | 92        | 27   | 2018       | |
| 47   | New Day Hotel                           |                                                                 | Nha Trang        | Lộc Thọ      | 92        | 27   | 2020       | |
| 48   | P.H Complex Nha Trang A                 | Nha Trang Khánh Hoà.jpg                                         | Nha Trang        | Vĩnh Trường  | 90,1      | 26   | 2019       | Công trình nhà ở xã hội cao nhất Khánh Hòa, thuộc tổ hợp Chung cư P.H Complex                                 |
| 49   | P.H Complex Nha Trang B                 | Nha Trang Khánh Hoà.jpg                                         | Nha Trang        | Vĩnh Trường  | 90,1      | 26   | 2019       | Công trình nhà ở xã hội cao nhất Khánh Hòa, thuộc tổ hợp Chung cư P.H Complex                                 |
| 50   | P.H Complex Nha Trang C                 | Nha Trang Khánh Hoà.jpg                                         | Nha Trang        | Vĩnh Trường  | 90,1      | 26   | 2019       | Công trình nhà ở xã hội cao nhất Khánh Hòa, thuộc tổ hợp Chung cư P.H Complex                                 |
| 51   | Imperial Nha Trang                      | Nha Trang Beach 2.jpg                                           | Nha Trang        | Vĩnh Nguyên  | 89        | 26   | 2018       | |
| 52   | Stay 7 International Hotel              |                                                                 | Nha Trang        | Lộc Thọ      | 89        | 26   | 2018       | |
| 53   | Hud Building Nha Trang                  | Nha Trang, Vietnam - 53120927293.jpg                            | Nha Trang        | Tân Lập      | 87        | 26   | 2019       | |
| 54   | Bavico International Hotel              | Vĩnh Thọ, tp. Nha Trang, Khánh Hòa, Vietnam - panoramio (1).jpg | Nha Trang        | Xương Huân   | 85        | 25   | 2015       | |
| 55   | Comodo Nha Trang                        | Nha Trang.png                                                   | Nha Trang        | Lộc Thọ      | 85        | 25   | 2018       | |
| 56   | Joy Trip Nha Trang                      |                                                                 | Nha Trang        | Vĩnh Hòa     | 85        | 23   | 2018       | |
| 57   | Peninsula Nha Trang                     |                                                                 | Nha Trang        | Vĩnh Trường  | 84,7      | 22   | 2020       | |
| 58   | Cam Ranh Bay Hotels & Resorts A         |                                                                 | Cam Lâm          | Cam Hải Đông | 84        | 22   | 2023       | Tòa nhà cao nhất huyện Cam Lâm, cao nhất bên ngoài thành phố Nha Trang. Cất nóc vào quý 3 năm 2022.           |
| 59   | Cam Ranh Bay Hotels & Resorts B         |                                                                 | Cam Lâm          | Cam Hải Đông | 84        | 22   | 2023       | Tòa nhà cao nhất huyện Cam Lâm, cao nhất bên ngoài thành phố Nha Trang. Cất nóc vào quý 3 năm 2022.           |
| 60   | Potique Hotel                           |                                                                 | Nha Trang        | Lộc Thọ      | 82        | 24   | 2020       | |
| 61   | December Hotel                          |                                                                 | Nha Trang        | Lộc Thọ      | 82        | 24   | 2022       | |
| 62   | Duyên Hà Resort                         |                                                                 | Cam Lâm          | Cam Hải Đông | 80        | 21   | 2017       | Tòa nhà được thiết kế theo hình dáng cánh buồm.                                                               |
| 63   | The Arena Light                         |                                                                 | Cam Ranh         | Cam Nghĩa    | 80        | 19   | 2021       | Tòa nhà cao nhất thành phố Cam Ranh. Thuộc tổ hợp The Arena Cam Ranh                                          |
| 64   | The Arena Sea                           |                                                                 | Cam Ranh         | Cam Nghĩa    | 79,2      | 21   | 2021       | Thuộc tổ hợp The Arena Cam Ranh                                                                               |
| 65   | MerPerle Beach Hotel                    | Nha Trang.png                                                   | Nha Trang        | Lộc Thọ      | 78        | 23   | 2020       | |
| 66   | Ibis Styles Hotel                       | Вьетнам - panoramio (93).jpg                                    | Nha Trang        | Lộc Thọ      | 78        | 23   | 2017       | |
| 67   | CT2 VCN Phước Hải                       |                                                                 | Nha Trang        | Phước Hải    | 77        | 21   | 2020       | |
| 68   | Crown Hotel                             |                                                                 | Nha Trang        | Vĩnh Nguyên  | 76,9      | 21   | 2019       | |
| 69   | InterContinental Nha Trang              |                                                                 | Nha Trang        | Lộc Thọ      | 76        | 18   | 2013       | |
| 70   | Aaron Hotel                             |                                                                 | Nha Trang        | Lộc Thọ      | 75        | 22   | 2018       | |
| 71   | Gosia Hotel                             |                                                                 | Nha Trang        | Lộc Thọ      | 75        | 22   | 2018       | |
| 72   | Melissa Hotel                           |                                                                 | Nha Trang        | Lộc Thọ      | 75        | 22   | 2018       | |
| 73   | Sea Pearl Hotel                         | Nha Trang Beach 2.jpg                                           | Nha Trang        | Lộc Thọ      | 75        | 22   | 2018       | |
| 74   | Lucky Sun Hotel                         |                                                                 | Nha Trang        | Lộc Thọ      | 75        | 22   | 2019       | |
| 75   | Nagar Hotel                             |                                                                 | Nha Trang        | Lộc Thọ      | 75        | 22   | 2019       | |
| 76   | Ventana Hotel                           |                                                                 | Nha Trang        | Lộc Thọ      | 75        | 22   | 2019       | |
| 77   | Miracle Luxury                          |                                                                 | Nha Trang        | Vĩnh Nguyên  | 75        | 22   | 2022       | |
| 78   | Khách sạn Holiday                       |                                                                 | Nha Trang        | Vĩnh Hòa     | 74,9      | 20   | 2022       | |
| 79   | Shangri-La Nha Trang                    |                                                                 | Nha Trang        | Vĩnh Hòa     | 74,8      | 21   | 2022       | |
| 80   | UPlaza                                  | Nha Trang (43635463040).jpg                                     | Nha Trang        | Vĩnh Hải     | 72        | 21   | 2011       | |
| 81   | Green World Hotel                       | NhaTrang central part.jpg                                       | Nha Trang        | Lộc Thọ      | 72        | 21   | 2014       | |
| 82   | StarCity Hotel & Condotel Beachfront    | Nha Trang.png                                                   | Nha Trang        | Lộc Thọ      | 72        | 21   | 2014       | |
| 83   | Dendro Gold Hotel                       |                                                                 | Nha Trang        | Lộc Thọ      | 72        | 21   | 2015       | |
| 84   | Bonjour Hotel                           |                                                                 | Nha Trang        | Lộc Thọ      | 72        | 21   | 2016       | |
| 85   | Nhân Hòa Diamond Hotel                  |                                                                 | Nha Trang        | Tân Lập      | 72        | 21   | 2018       | |
| 86   | V Hotel                                 |                                                                 | Nha Trang        | Lộc Thọ      | 72        | 21   | 2018       | |
| 87   | Ivy Hotel                               |                                                                 | Nha Trang        | Tân Lập      | 72        | 21   | 2019       | |
| 88   | LeMore Hotel                            |                                                                 | Nha Trang        | Tân Lập      | 72        | 21   | 2019       | |
| 89   | Le's Cham Hotel                         |                                                                 | Nha Trang        | Tân Lập      | 72        | 21   | 2019       | |
| 90   | Sata Hotel                              |                                                                 | Nha Trang        | Tân Lập      | 72        | 21   | 2019       | |
| 91   | Senia Hotel                             |                                                                 | Nha Trang        | Vĩnh Hải     | 72        | 21   | 2019       | |
| 92   | Daphovina Hotel                         |                                                                 | Nha Trang        | Vĩnh Hải     | 72        | 21   | 2020       | |
| 93   | Masova Hotel                            |                                                                 | Nha Trang        | Lộc Thọ      | 72        | 21   | 2020       | |
| 94   | Ruby Hotel                              |                                                                 | Nha Trang        | Vĩnh Nguyên  | 72        | 21   | 2020       | |
| 95   | Khách sạn 70 Đống Đa                    |                                                                 | Nha Trang        | Tân Lập      | 72        | 21   | 2022       | |
| 96   | Navada Beach Hotel                      |                                                                 | Nha Trang        | Vĩnh Hải     | 71,6      | 20   | 2020       | |
| 97   | Khách sạn Ba Lang                       |                                                                 | Nha Trang        | Vĩnh Hải     | 70        | 20   | 2023       | |

## Các tòa nhà trong tương lai

### Đang xây dựng
| Hạng | Tòa nhà                        | Vị trí    | Chiều cao (m) | Tầng | Dự kiến hoàn thành |
| ---- | ------------------------------ | --------- | ------------- | ---- | ------------------ |
| 1    | Grand Mark Nha Trang           | Nha Trang | 140           | 39   | 2023               |
| 2    | Welltone Luxury Residence Soul | Nha Trang | 112           | 33   | 2024               |
| 3    | Welltone Luxury Residence Sand | Nha Trang | 89            | 26   | 2024               |
| 4    | Welltone Luxury Residence Sea  | Nha Trang | 89            | 26   | 2024               |
| 5    | New Galaxy The Beach           | Nha Trang | 78            | 23   | 2024               |
| 6    | New Galaxy The Green           | Nha Trang | 78            | 23   | 2024               |
| 7    | NovaBeach Cam Ranh C1          | Cam Lâm   | 69            | 18   | 2024               |
| 8    | NovaBeach Cam Ranh C2          | Cam Lâm   | 69            | 18   | 2024               |
| 9    | NovaBeach Cam Ranh C3          | Cam Lâm   | 69            | 18   | 2024               |
| 10   | NovaBeach Cam Ranh C4          | Cam Lâm   | 69            | 18   | 2024               |
| 11   | New Galaxy The Art             | Nha Trang | 68            | 20   | 2024               |
| 12   | New Galaxy The Lux             | Nha Trang | 68            | 20   | 2024               |
| 13   | New Galaxy The Modern          | Nha Trang | 68            | 20   | 2024               |
| 14   | Số 05 Phạm Văn Đồng            | Nha Trang | 65            | 17   | 2023               |

### Đã lên kế hoạch, phê duyệt, đề xuất
| Hạng | Tòa nhà                               | Phường    | Chiều cao (m) | Tầng | Năm  | Trạng thái |
| ---- | ------------------------------------- | --------- | ------------- | ---- | ---- | ---------- |
| 1    | IPP Plaza                             | Nha Trang | 150           | 39   | -    | Phê duyệt  |
| 2    | Sunshine Marina Nha Trang Bay HH1-2-3 | Nha Trang | 140           | 40   | -    | Đề xuất    |
| 3    | Sunshine Marina Nha Trang Bay HH4-5   | Nha Trang | 140           | 40   | -    | Đề xuất    |
| 4    | Quinter Residence                     | Nha Trang | 133           | 39   | 2023 | Kế hoạch   |
| 5    | Chung cư Hoàng Đế                     | Nha Trang | 126           | 37   | 2026 | Kế hoạch   |
| 6    | Nha Trang Bay Hotels & Suites         | Nha Trang | 114           | 30   | -    | Kế hoạch   |
| 7    | Rixos Nha Trang Beach Resort & Spa    | Nha Trang | 114           | 30   | -    | Kế hoạch   |
| 8    | Otis Nha Trang                        | Nha Trang | 105           | 31   | -    | Đề xuất    |
| 9    | Chung cư Phước Lợi                    | Nha Trang | 77,6          | 18   | -    | Phê duyệt  |
| 10   | Cam Ranh Flowers Resort               | Cam Lâm   | 65            | 17   | -    | Kế hoạch   |

## Bị hủy bỏ hoặc dừng thi công

### Đang bì trì hoãn
| Hạng | Tòa nhà               | Vị trí    | Chiều cao | Tầng | Khởi công       | Trì hoãn        | Tiến độ             |
| ---- | --------------------- | --------- | --------- | ---- | --------------- | --------------- | ------------------- |
| 1    | Wyndham Beau Rivage A | Nha Trang | 184       | 50   | 2014            | 2019            | Thi công đến tầng 5 |
| 2    | Wyndham Beau Rivage B | Nha Trang | 184       | 50   | 2014            | 2019            | Thi công đến tầng 5 |
| 3    | Belle Hill            | Nha Trang | 136       | 40   | Chưa triển khai | Chưa triển khai | Đất trống           |
| 4    | Marina Ocean Park C1  | Nha Trang | 122       | 36   | Chưa triển khai | Chưa triển khai | Đất trống           |
| 5    | Marina Ocean Park C2  | Nha Trang | 122       | 36   | Chưa triển khai | Chưa triển khai | Đất trống           |
| 6    | Dragon Fairy          | Nha Trang | 102       | 30   | Chưa triển khai | Chưa triển khai | Đất trống           |

### Bị hủy bỏ
| Tòa nhà                           | Vị trí    | Chiều cao | Tầng | Ghi chú                            |
| --------------------------------- | --------- | --------- | ---- | ---------------------------------- |
| Peacock Marina Complex A          | Nha Trang | 300       | 81   |                                    |
| Peacock Marina Complex B          | Nha Trang | 300       | 81   |                                    |
| Phoenix Tower                     | Nha Trang | 250       | 65   |                                    |
| Fish Scale Nha Trang              | Nha Trang | 170       | 45   |                                    |
| The Russia CT1                    | Nha Trang | 160       | 45   |                                    |
| The Russia CT2                    | Nha Trang | 160       | 45   |                                    |
| The Russia CT3                    | Nha Trang | 160       | 45   |                                    |
| The Russia CT4                    | Nha Trang | 160       | 45   |                                    |
| The Russia CT5                    | Nha Trang | 160       | 45   |                                    |
| Trimet Nha Trang                  | Nha Trang | 160       | 42   |                                    |
| Lighthouse Complex Tower 1        | Nha Trang | 150       | 36   |                                    |
| Lighthouse Complex Tower 2        | Nha Trang | 150       | 36   |                                    |
| Centara Nha Trang Bay Residence A | Nha Trang | 133       | 39   | Vị trí Scenia Bay hiện tại         |
| Centara Nha Trang Bay Residence B | Nha Trang | 133       | 39   | Vị trí Scenia Bay hiện tại         |
| Trung tâm Thương mại Tràng Tiền   | Nha Trang | 75        | 22   | Vị trí Panorama Nha Trang hiện tại |

## Mốc thời gian của các tòa nhà cao nhất
| Số năm cao nhất | Tòa nhà                        | Hình ảnh                             | Chiều cao | Phường                     |
| --------------- | ------------------------------ | ------------------------------------ | --------- | -------------------------- |
| 2014 - Hiện tại | Mường Thanh Luxury Nha Trang   | Nha Trang, Vietnam - 53119836077.jpg | 166,1     | Nha Trang Phường Lộc Thọ   |
| 2013 - 2014     | Havana Nha Trang               |                                      | 150       | Nha Trang Phường Lộc Thọ   |
| 2010 - 2013     | Sheraton Nha Trang Hotel & Spa |                                      | 115,1     | Nha Trang Phường Lộc Thọ   |
| 2008 - 2010     | Asia Paradise Hotel            |                                      | 61        | Nha Trang Phường Lộc Thọ   |
| 2005 - 2009     | Asia Paradise Hotel            |                                      | 54        | Nha Trang Phường Lộc Thọ   |
| 1996 - 2005     | Nha Trang Lodge                | Nha Trang central square.jpg         | 44        | Nha Trang Phường Lộc Thọ   |
| 1933 - 1996     | Nhà thờ Chính tòa Nha Trang    |                                      | 28        | Nha Trang Phường Phước Tân |
| 784 - 1933      | Tháp Po Nagar                  |                                      | 23        | Nha Trang Xã Vĩnh Phước    |